# Cazzeggio
Il cazzeggio è un sostantivo derivato dal verbo cazzeggiare, cioè perdere tempo, dedicandosi ad attività inutili, o a discorsi su cose senza fondamento o futili oppure inconcludenti e superficiali.

## Etimologia e connotazione del termine
Il termine deriva da cazzo ed è considerato un termine gergale e/o volgare. La connotazione negativa della parola non è però universalmente riconosciuta, anzi Umberto Eco lo considerava un termine affettuoso e indulgente. In alternativa a cazzeggio e cazzeggiare vengono a volte utilizzati, in particolare nel linguaggio dei blog, i termini fuffa e fuffare.

## Diffusione
Il termine cazzeggio fino verso la fine degli anni Ottanta del Novecento era utilizzato in modo quasi esclusivo nel linguaggio parlato. Nel 1991 lo scrittore Sebastiano Vassalli lo definiva, nel suo libro Il neoitaliano. Le parole degli anni ottanta, come discorso grave, leggero o rarefatto che si fa usando la parola "cazzo" nel maggior numero di intonazioni e di significati possibili ... Tra coloro che ne sdoganarono l'uso sulla carta stampata, facendolo uscire dal linguaggio da bar (o da caserma) nel corso degli anni Novanta, Umberto Eco ricorda Eugenio Scalfari.
In genere vengono identificati come cazzeggio i periodi di ozio della vita di tutti i giorni, in particolare dei giovani. Tra le attività spesso considerate tali spiccano quelle legate all'uso del PC e a Internet, come l'uso dei videogiochi o la frequentazione dei social media. Il termine viene però utilizzato anche in vari altri ambiti come in quello sportivo, politico  oppure militare, per indicare in questo caso periodi di scarsa attività e di sbando dei combattenti.